# Josep Royo

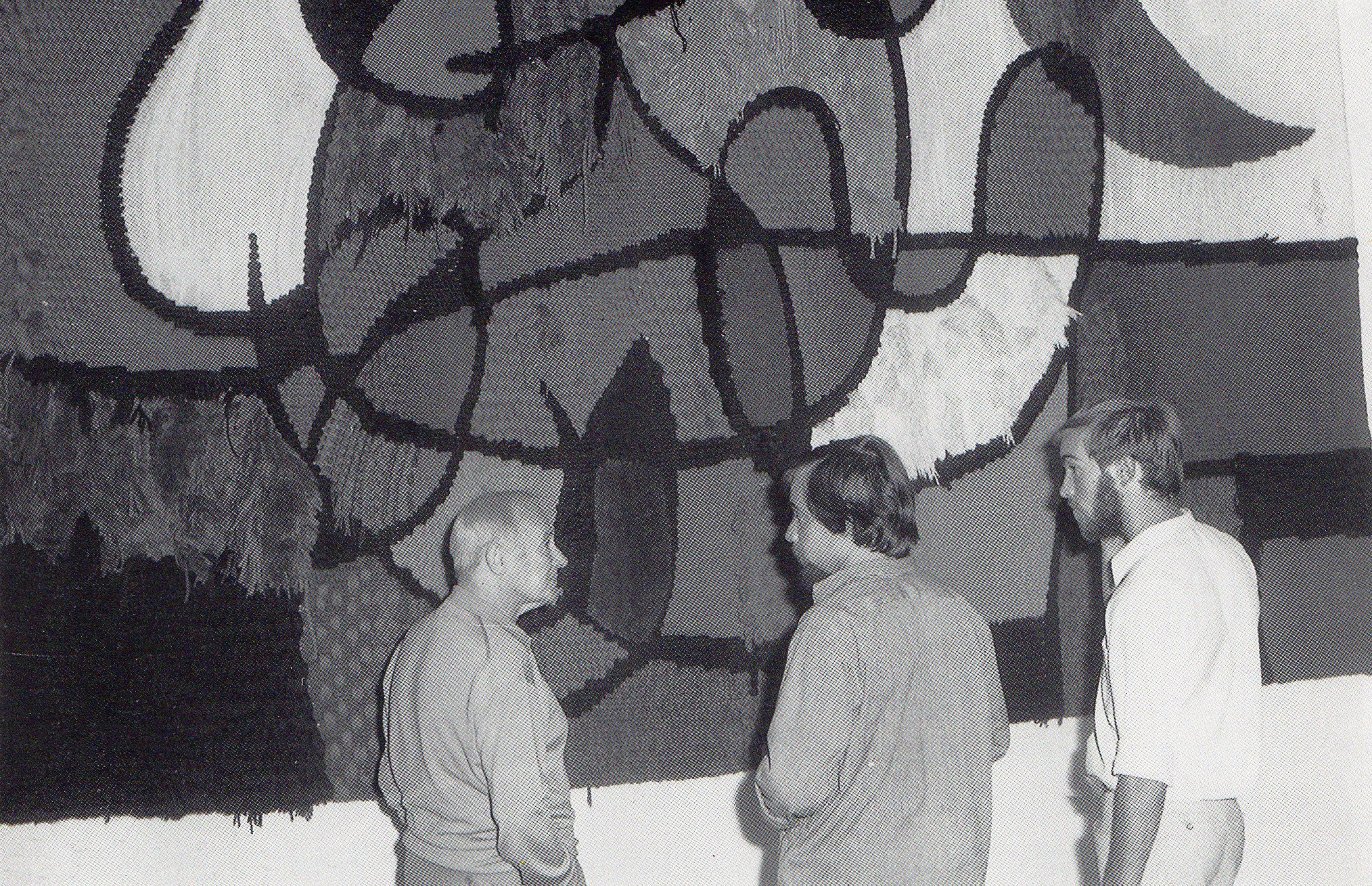
Josep Royo (au centre) avec Joan Miró (à gauche) et Carles Delclaux (à droite), devant la première version de la tapisserie de Tarragone.

Josep Royo, né à Barcelone en 1945, est un artiste catalan reconnu principalement pour ses tapisseries.

## Biographie
Avec Joan Miró, il est le créateur de la Grande Tapisserie du World Trade Center, exposée dans le lobby de la tour sud du World Trade Center depuis 1974. L'œuvre est détruite pendant les attentats du 11 septembre 2001.
Il collabore également avec Joan Miró à la création de la tapisserie du siège de la CaixaBank à Barcelone qui a précisément inspiré le logo de CaixaBank.
Son œuvre est exposée dans divers musées, principalement le Museu d'Art Modern de Tarragone, au Musée d'art contemporain Tamayo de Mexico et à la National Gallery of Art de Washington, D.C.,.